# Лесковичи (Витебская область)

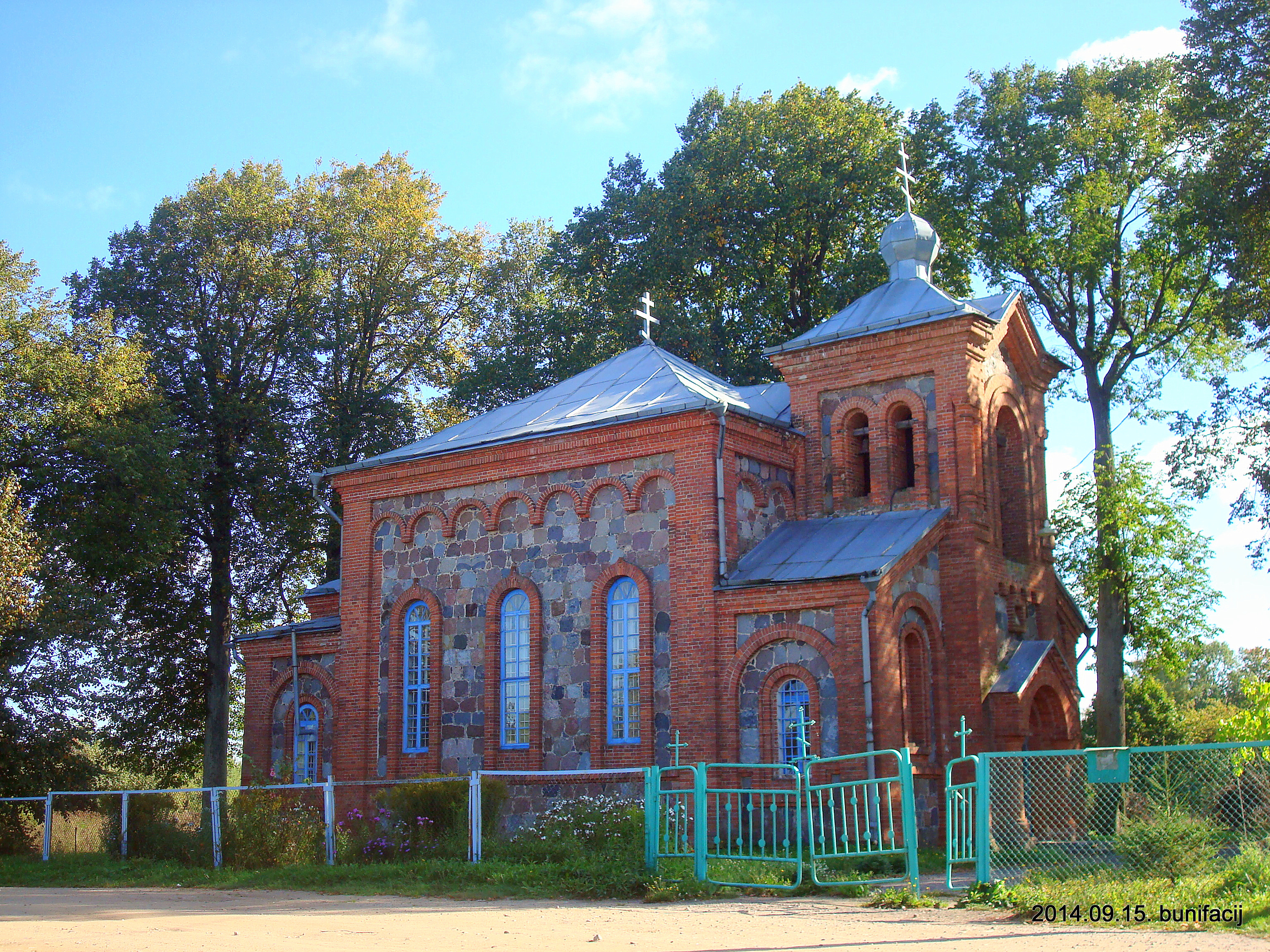
Церковь св. Сергия

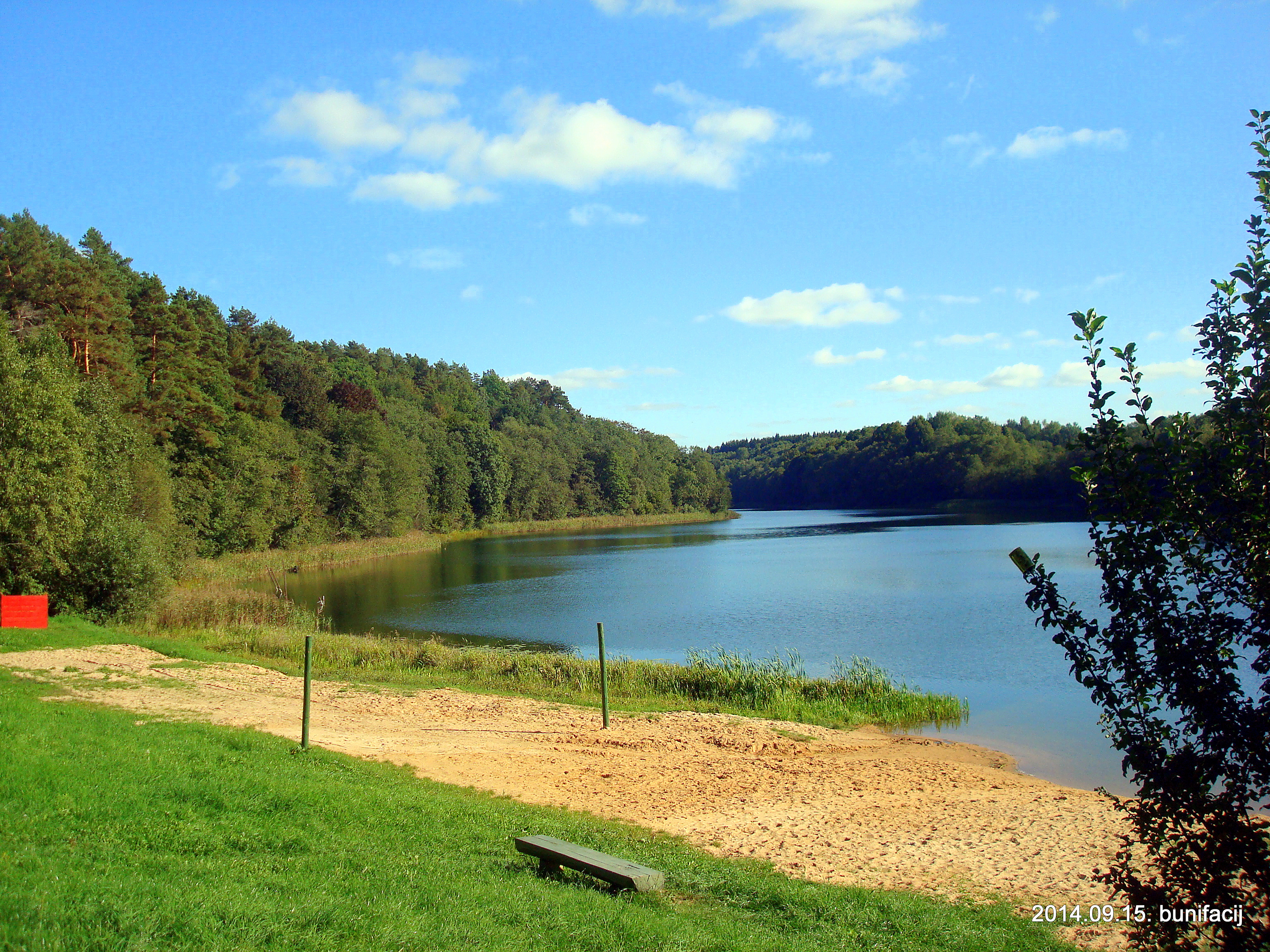
Озеро Лесковичи. Деревенский пляж

Лесковичи (бел. Лескавічы) — деревня в Шумилинском районе Витебской области Белоруссии, в составе Светлосельского сельсовета. Население 207 человек (2009).

## География
Деревня находится в 6 км к юго-востоку от райцентра, посёлка Шумилино. Лесковичи стоят на северном берегу одноимённого озера, принадлежащего к бассейну реки Сечна, притока Западной Двины. Деревня соединена с городским посёлком Шумилино местной дорогой, ближайшая ж/д станция также в Шумилино (линия Полоцк — Витебск).

## История
На карте Витебского воеводства Великого Княжества Литовского с конца XIV-го века. С 1776 года — в составе Витебской провинции Полоцкой губернии российской империи, с 1796 года — в составе Витебского уезда Витебской губернии.

## Достопримечательности
- Православная церковь Святого Преподобного Сергия Радонежского. Построена в 1878 году из бутового камня и кирпича. Композиция церкви включает притвор со звонницей, куб молитвенного зала и низкую трехгранную апсиду с боковыми ризницами. Фасады украшены колоннами, нишами и другими элементами древнерусского зодчества. Памятник архитектуры редкого для Беларуси сейчас псевдорусского стиля[1].

Церковь относилась к Благочинию 2-го полоцкого округа. С осени 1893 года по 1918 год в церкви служил священник Владимир Космич Малаховский. Его старший сын, Евстафий Малаховский (священник), в августе 2000 года причислен к лику святых новомучеников и исповедников Российских для общецерковного почитания на Архиерейском соборе Русской православной церкви. До весны 1962 года на крыше храма было пять куполов, потом храм был разрушен и закрыт Вновь отреставрирован и открыт он был в 1991 году усилиями протоиерея Антония Дрозда.
- Руины усадьбы Хлудинских (XIX-начало XX веков). Сохранились кирпичные остатки стен усадебного дома в сильно разрушенном состоянии, флигель и остатки хоз. построек[2].